# Municipio de Enterprise (Nebraska)
El municipio de Enterprise (en inglés: Enterprise Township) es un municipio ubicado en el condado de Valley en el estado estadounidense de Nebraska. En el año 2010 tenía una población de 113 habitantes y una densidad poblacional de 1,22 personas por km².

## Geografía
El municipio de Enterprise se encuentra ubicado en las coordenadas 41°31′29″N 98°55′27″O / 41.52472, -98.92417. Según la Oficina del Censo de los Estados Unidos, el municipio tiene una superficie total de 92.66 km², de la cual 92,66 km² corresponden a tierra firme y (0 %) 0 km² es agua.

## Demografía
Según el censo de 2010, había 113 personas residiendo en el municipio de Enterprise. La densidad de población era de 1,22 hab./km². De los 113 habitantes, el municipio de Enterprise estaba compuesto por el 100 % blancos. Del total de la población el 0,88 % eran hispanos o latinos de cualquier raza.